# Praça José de Alencar (Fortaleza)
A Praça José de Alencar é um logradouro público localizada na cidade de Fortaleza.
Uma das praças mais antigas de Fortaleza já teve o nome de Praça Marquês do Herval. Foi quando em 1929 foi erguido a estátua do escritor e político José de Alencar e após mais alguns anos a praça recebeu a denominação atual.
É nesta praça que se encontra o histórico Teatro José de Alencar.